# さっぽろテレビ塔

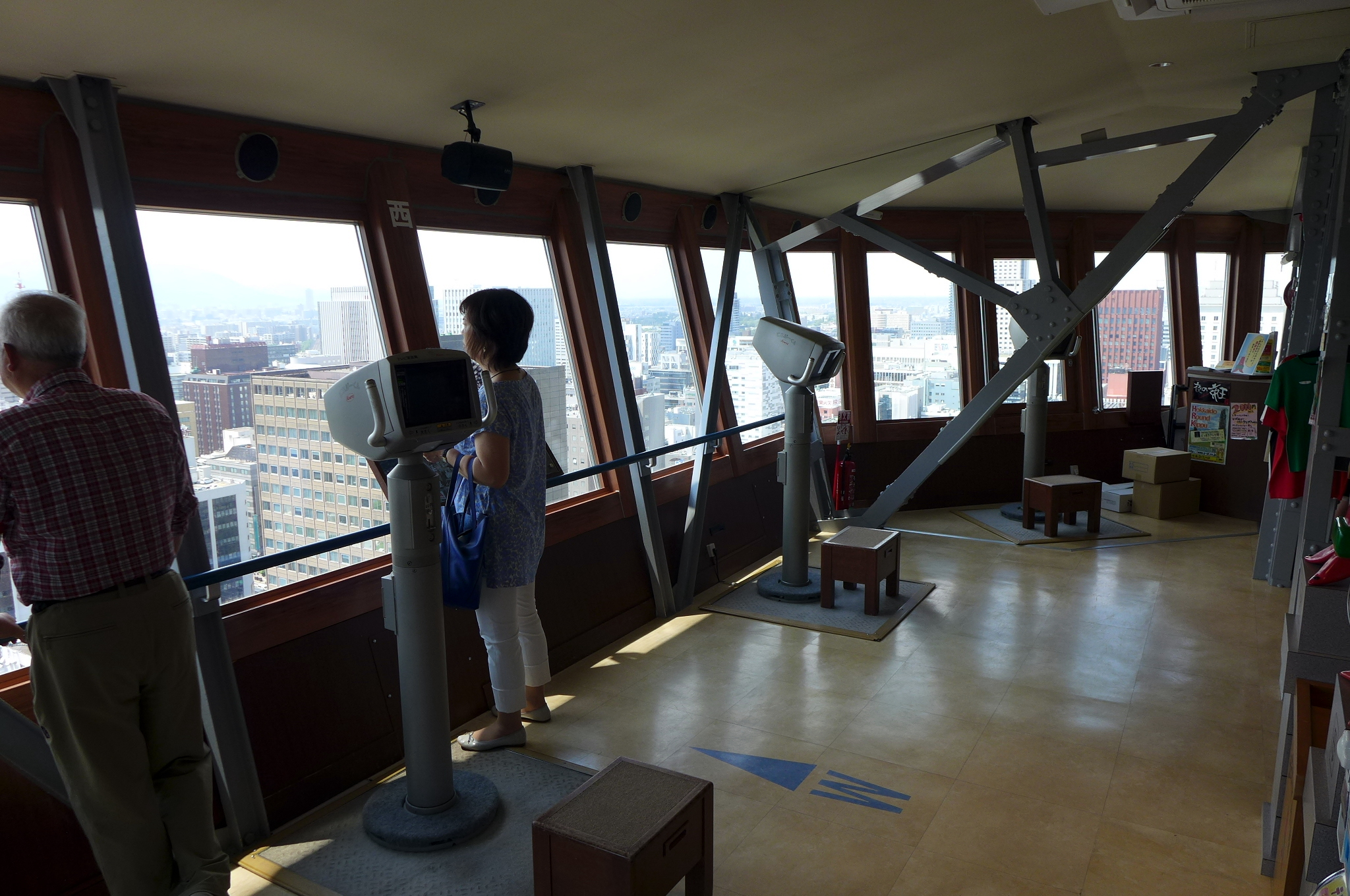
展望デッキ

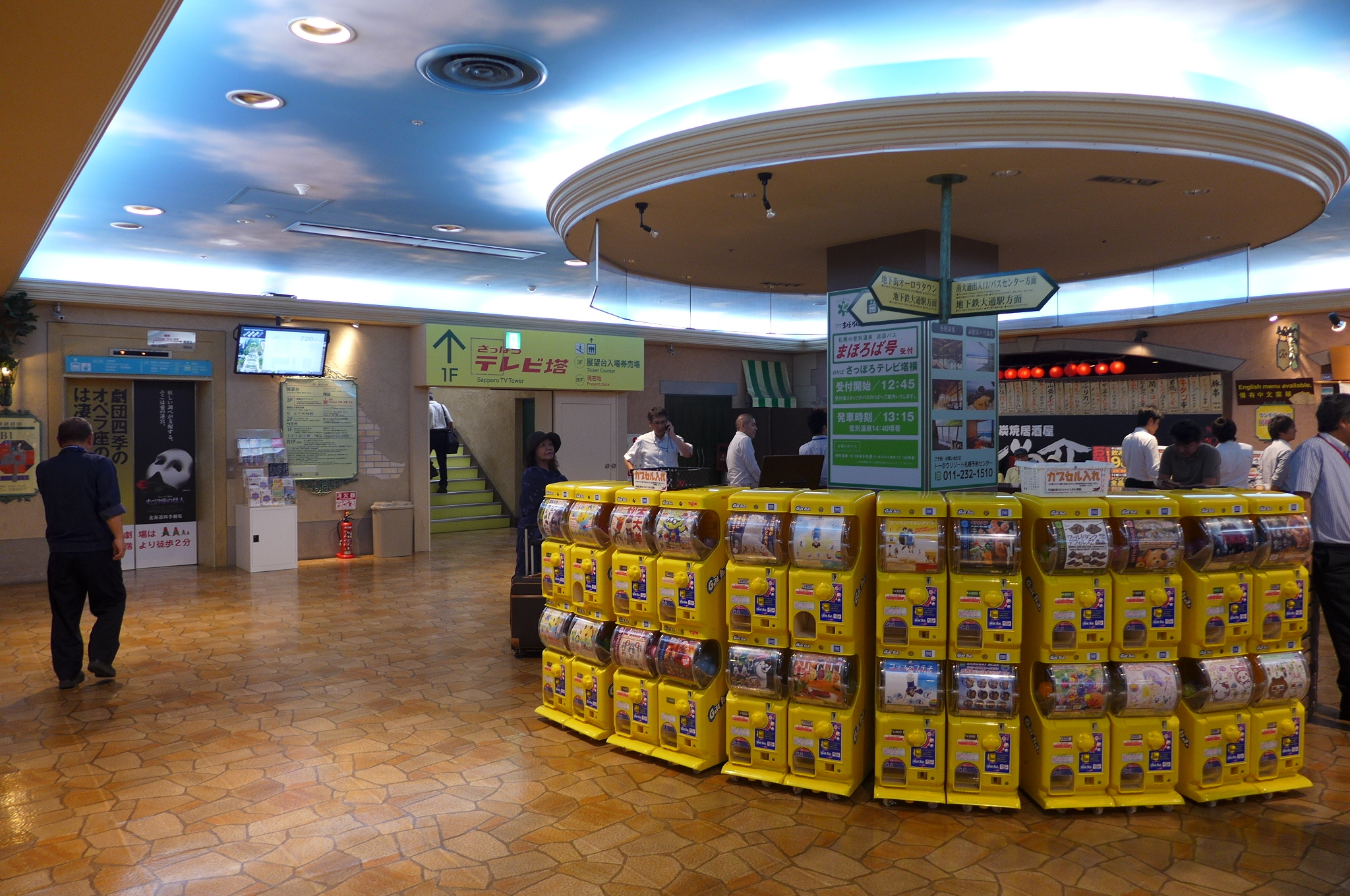
地下ショップ

さっぽろテレビ塔（さっぽろテレビとう）は北海道札幌市中央区大通西1丁目の大通公園内にある電波塔である。札幌市の中央にあり、総工費1億7000万円で1957年（昭和32年）に完成し、同年8月24日に開業した。高さは144メートル。設計者は内藤多仲。

## 歴史
当初は電波発信塔としての役割を担っており、すでに塔体が完成していた1956年（昭和31年）12月22日にはNHK札幌放送局が、1959年（昭和34年）4月1日には札幌テレビ放送 （STV）が、それぞれテレビ放送の電波を発射し始めた。
しかし、このテレビ塔の建設と同時並行的に、1956年（昭和31年）に北海道放送（HBC）が手稲山を開拓して送信所を設置し、テレビ塔より広いサービスエリアを構築していたため、NHKが1962年（昭和37年）6月に、STVが1969年（昭和44年）1月15日に手稲山に移り、STVが移った時点で全てのテレビ送信所が手稲山に一本化された。現在はAIR-G'・NORTH WAVEのFM各局の中継局施設（札幌大通中継局）とNHKの予備送信所（総合・Eテレ・FM放送）が残るのみとなった。2005年（平成17年）9月にはNHKの地上デジタル放送の手稲山送信所へ放送波を転送するためのSTLアンテナが設置された（2021年9月撤去）。
1961年（昭和36年）に松下電器産業（現・パナソニック）の寄贈により展望台の下、地上65メートルの四面に電光時計が取り付けられた。これは当時大通西2丁目にあったバスセンターの利用客からの要望に応えたものである。電光時計は1998年（平成10年）と2006年（平成18年）の2度改修工事が行われ、現在は発光ダイオード (LED)製である。広告表示は当初「ナショナル」だったが英語表記の「National」になり、2006年（平成18年）の改修で「Panasonic」に変更された。節電のため、0:10 - 5:00の間は電光時計は消灯される。
鉄塔部分の色は、完成当初は銀色だったが、煤煙汚れが目立ち、また冬季の視認性の問題が指摘されたことなどから、1963年（昭和38年）に「コッパーローズ（薄朱色）」に塗り替えられた。さらに、1969年（昭和44年）にはさらに濃い「クラウディレッド」となった。
2002年（平成14年）に内外装の大改修が実施され、2・3階部分の外壁の色が薄い緑色から現在の濃い緑色になった。
完成当初はまだ市内中心部も高層の建物が少なく、札幌市内を一望できる数少ない施設としてまたプラネタリウム（現在の3階屋根部分、南面に存在する灰色のドーム形状部屋で4階として営業していたが、タワー開業から5年後に発生した盗難によりプラネタリウム機器も破壊されそのまま閉業）や地下に映画館（1971年、札幌地下街オーロラタウンとテレビ塔地階に通路が開設されたため閉業）などの観光施設もあったことから多くの市民や観光客が訪れ、展望台に上るために1時間待つのが当たり前であったという。現在は雪まつり期間中を除き、長時間待つことは少なくなった。
今も大通の景観上重要な存在だが、近隣に40階建ての超高層マンションとなるシティタワー札幌大通が完成するなど周囲の建物の高層化が進み、かつての突出感はなくなった。

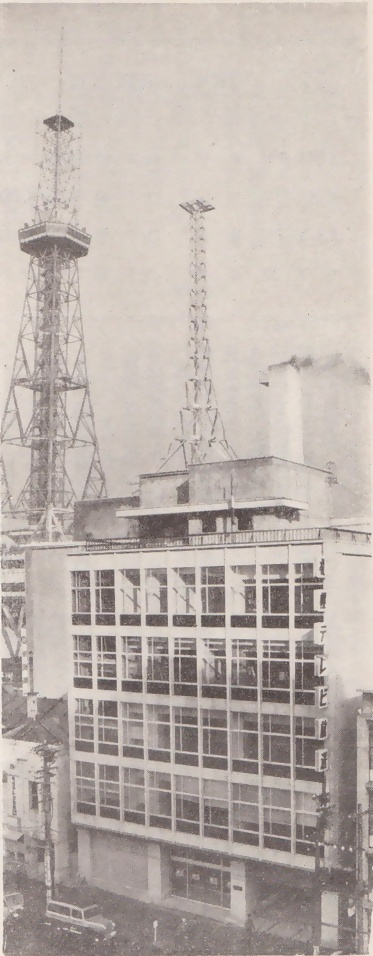
1961年（昭和36年）頃のさっぽろテレビ塔（左端）。札幌テレビ放送 (STV) の旧放送会館が近隣にあり、親局送信所として稼動していた。時計はまだ設置されていないので10月以前。
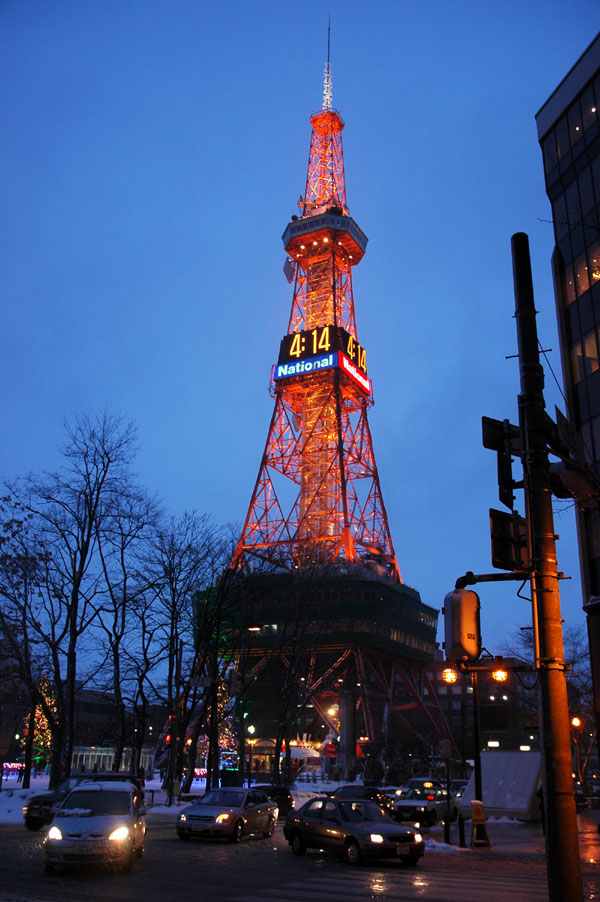
2006年の改修工事前。広告表示が「National」になっている〔2004年（平成16年）12月〕
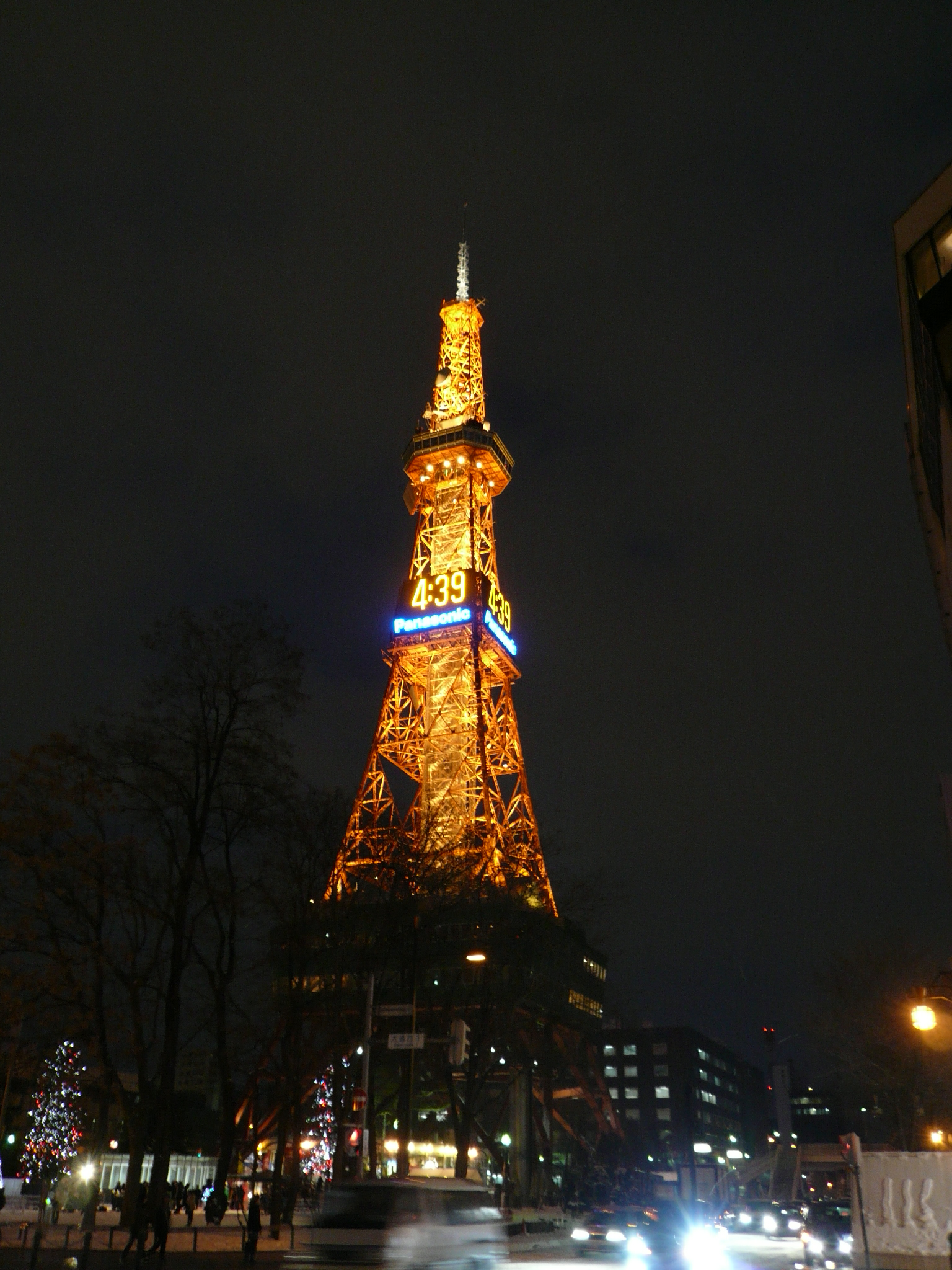
現在のテレビ塔。広告表示が「Panasonic」になっている〔2008年（平成20年）12月〕
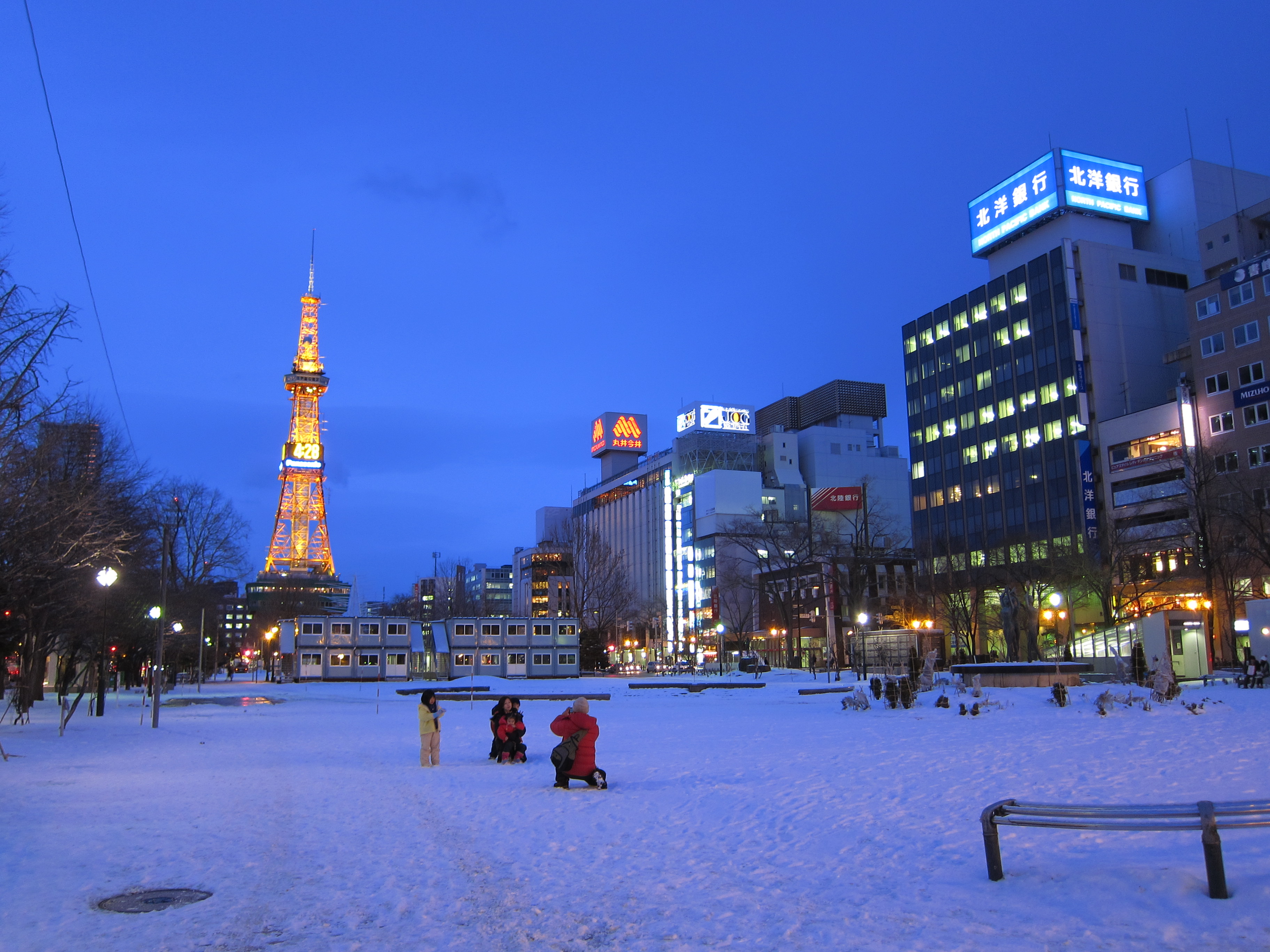
冬のさっぽろテレビ塔と大通公園〔2011年（平成23年）1月〕
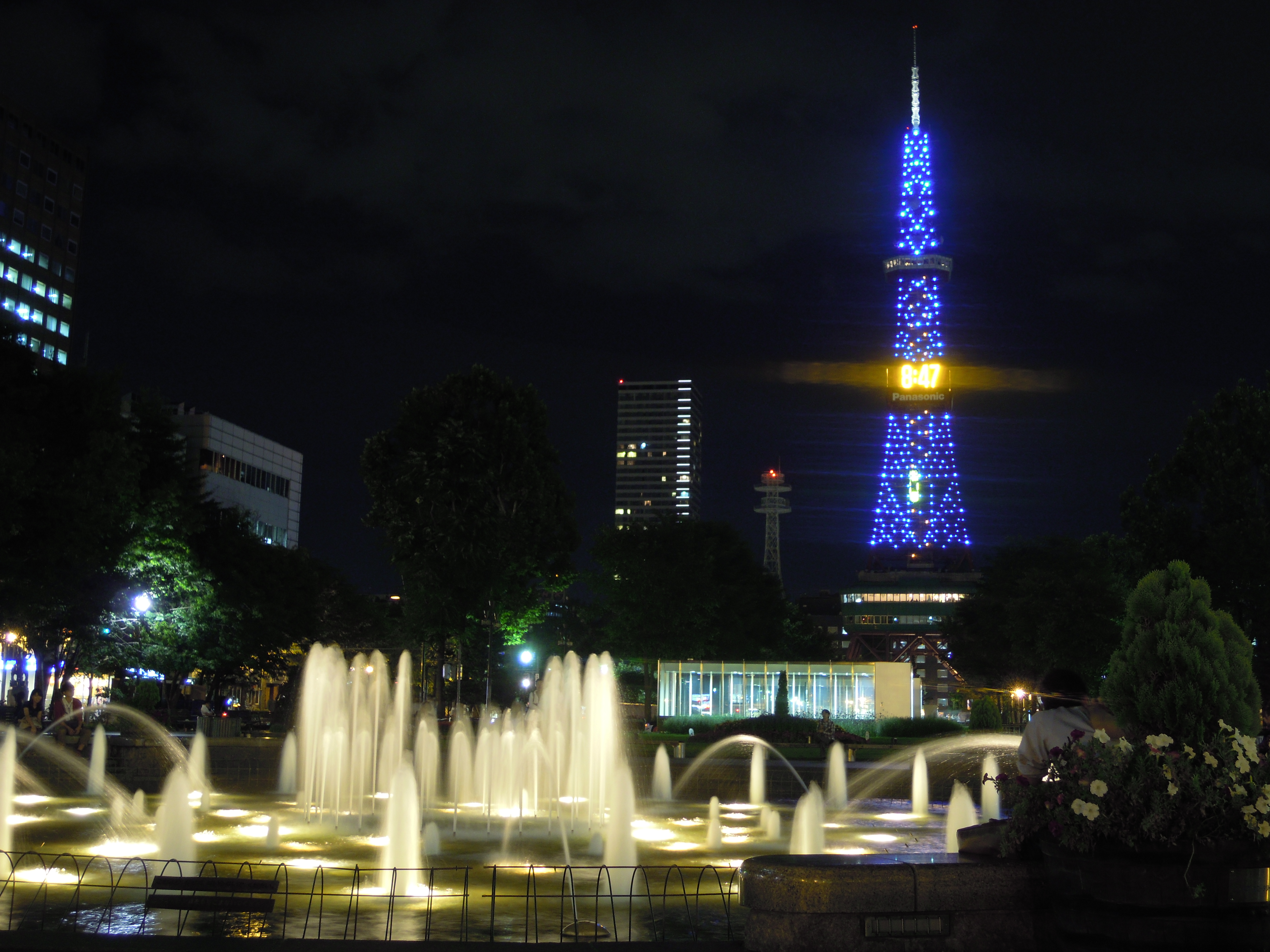
夜のさっぽろテレビ塔と噴水〔2012年（平成24年）9月〕
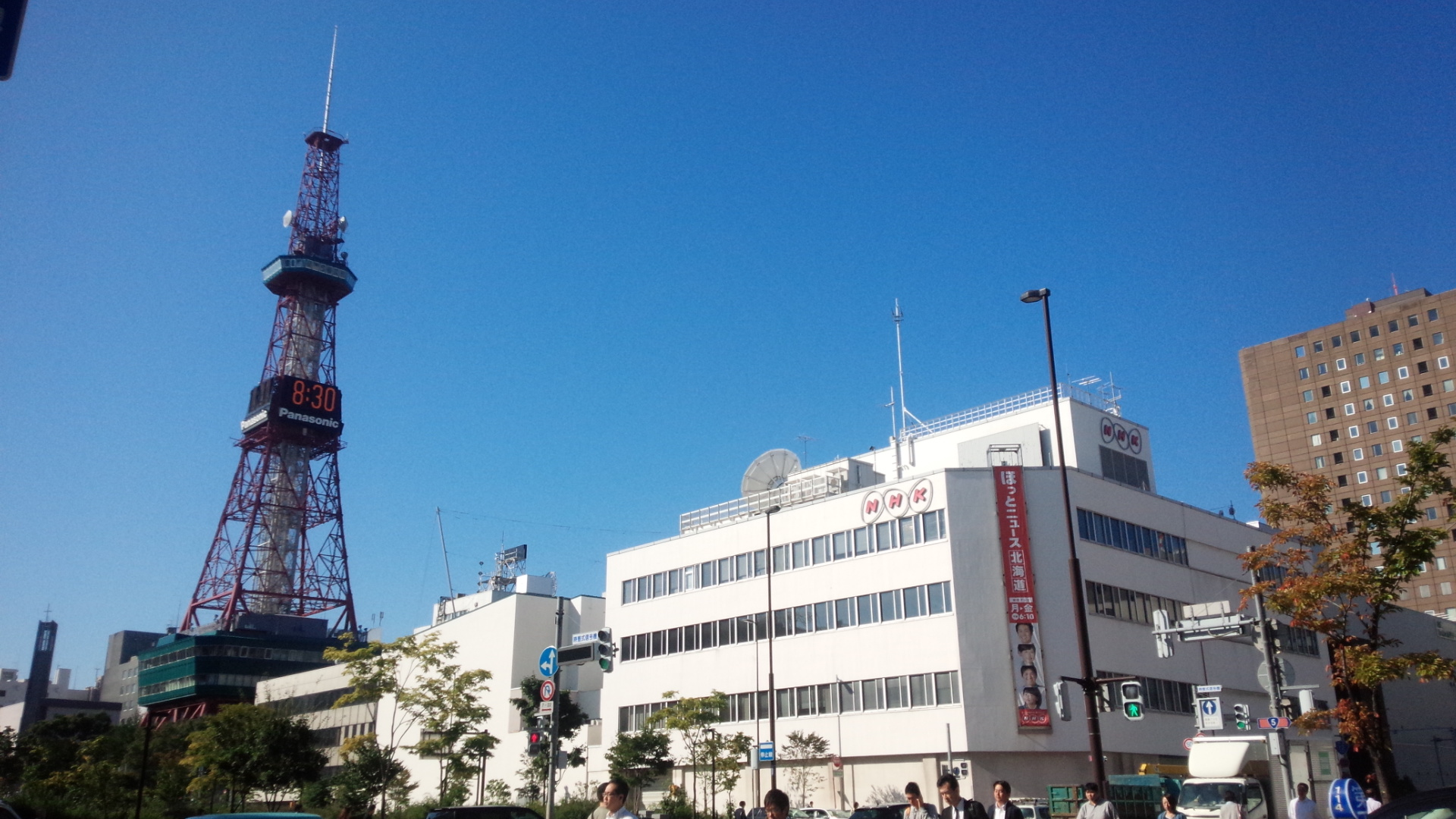
さっぽろテレビ塔とNHK札幌放送局〔2015年（平成27年）9月〕

### 年表
- 1955年
  - 10月 - NHKが札幌へのテレビ局建設計画を立案、名古屋市に倣い大通西1丁目へのテレビ塔建設の意見を付与[1]。その後札幌商工会議所が中心となりテレビ塔の観光・教育・文化等の高度利用化計画を検討[1]。
  - 12月 - 札幌商工会議所・札幌市・北海道商工部・NHK札幌中央放送局・北海道放送・北海道電力各トップによるテレビ塔建設世話人会を結成[1]。
- 1956年
  - 5月30日 - 札幌市臨時市議会にて大通西1丁目広場へのテレビ塔建設を可決、札幌市・北海道観光事業・NHKの三者で建設契約を締結[1]。
  - 6月 - 札幌市大通西1丁目にてテレビ塔建設着工[12]。
- 1956年11月16日 - 運営主体となる北海道観光事業株式会社設立[13]。
- 1956年12月 - 塔体完成。NHK札幌放送局がテレビ塔からの送信を開始[13]。
- 1957年8月24日 - 塔体に付属する展望台などが完成し、展望台の営業開始[13][1]。
- 1957年12月 - 3階屋上にプラネタリウムを開業[12]。
- 1959年
  - 1月 - 札幌テレビ放送用の送信アンテナを設置[1]。
  - 4月 - 札幌テレビ放送がテレビ塔からの送信を開始[13]。
- 1959年7月 - 北海道観光事業の旅行事業部門「テレビ塔観光」が営業開始（邦人旅行斡旋業北海道知事登録第13号認可）[13]。
- 1961年10月 - テレビ塔の地上60メートル（30階相当）の位置に日本初の「電光時計」設置[12]。
- 1962年
  - 4月 - 2階旧札幌市交通局スペースを改装しグリル開設[1]。
  - 6月 - NHK札幌放送局が総合テレビの放送電波の送信機能を手稲山山頂に移設[13]。
  - 10月 - 旅行部門の東京営業所を設置し営業開始[13]。設備盗難・破壊に伴いプラネタリウムを廃止[1][12]。
- 1967年7月 - 旅行部門が、運輸大臣より一般旅行業認可取得（運輸大臣登録旅行業第100号認可）[13]。
- 1969年1月15日 - 札幌テレビ放送がテレビ放送の電波送信機能を手稲山山頂に移設[8]。
- 1971年11月 - 札幌地下街オーロラタウンとテレビ塔地下西側が直結となる[12]。地下1階映画劇場廃止[12]。
- 1974年3月 - 展望台屋上のメロディチャイム「いつくしみの鐘」廃止[1]。
- 1976年4月 - 大通公園特設売店でトウキビ販売開始 - 札幌観光協会からの委託業務[12]。
- 1976年6月 - 札幌市営地下鉄東西線開業に伴い、テレビ塔地下南側と地下鉄コンコースが直結となる[12]。
- 1977年8月 - 大通公園夏まつりの協賛行事としてビアガーデンを開始[12]。
- 1984年12月 - FM北海道とNHKのFM放送の中継電波をテレビ塔から送信開始[13]。
- 1991年2月 - 旅行部門が、地下街オーロラタウンに「ドリームプラザ」を開設[13]。
- 1993年8月 - FMノースウェーブのFM放送の中継電波をテレビ塔から送信開始[13]。
- 1996年10月 - 通年夜間営業開始[13]。開始当初は21時まで。
- 1997年 - 夜間営業を22時まで拡大[13]。
- 2001年6月 - 飲食部門が、札幌ドーム1階に「ファンズカフェ」営業開始[13]。
- 2002年[12]
  - 2月 - 全面リニューアル工事により営業休止。
  - 4月 - リニューアルオープン。
  - 5月 - キャラクター「テレビ父さん」発表。
- 2003年6月 - 社団法人日本照明学会からライトアップ優秀施設賞受賞[12]。
- 2005年 - NHKのアンテナ一部撤去に伴い、高さがそれまでの147.2メートルから144メートルとなる[2]。
- 2006年
  - 11月 - 電光時計リニューアル、LED採用[12]。
  - 11月 - テレビ塔開業50周年を機に新タワーの研究会を設置[14]。
- 2009年
  - 4月 - 旅行部で法人営業を担当していた男性社員が3年5カ月にわたり取引先からの集金約2,800万円着服していたと発表[15]。以降、内部調査により横領事件が相次いで発覚する[16][17][18]。
  - 8月 - 新タワー計画を断念[19]。
- 2010年8月 - 日本夜景遺産事務局より、日本夜景遺産に認定[12]。
- 2010年11月 - 展望台と3階をリニューアル[12]。
- 2011年5月 - 旅行部門の「ドリームプラザ」閉鎖[13]。同年9月、テレビ塔観光閉鎖[13]。翌年7月、旅行部門の東京営業所閉鎖[13]。
- 2012年10月 - 運営会社の社名「北海道観光事業株式会社」を「株式会社さっぽろテレビ塔」に変更[13]。
- 2013年3月 - テレビ塔全塗装工事、6月完了[12]。
- 2021年2月 - 当テレビ塔に設置されていたNHK-FMの札幌大通中継局をNHK札幌放送局新放送会館（北1条西9丁目）に移転[20]。
- 2021年9月14日 - NHK札幌放送局（旧）のSTLアンテナが撤去される[21]。
- 2025年3月13日 - 国の登録有形文化財に登録され[22]、記念プロジェクトが始動[23]。

## 構造
地下1階はさっぽろ地下街オーロラタウンと接続しており、「テレ地下グルメコート」と称する飲食店街になっている。地上1階は案内所やチケット売場などがあり2階は多目的ホールと管理事務所、3階には土産店とレストランが入居している。
地上90メートルの位置に展望台がある。3階までは無料（ただし3階の「テレビ父さんのほほんパーク」へは展望台チケット所持者のみ入場可能）ではあるが展望台は有料で、3階よりエレベータを利用する。展望台から西に大通公園を見おろし遠く円山や大倉山まで見通す眺めは季節ごとにさまざまな顔を見せ、札幌の代表的な景色となった。また、さっぽろ雪まつりなど公園で行われる催事ごとに様々な媒体にも登場する。なお展望台フロアのみ、フリーWi-Fiのアクセスポイントが設置されており無料で使用できる。
NHKのカメラは展望台部分に設置されている。

## キャラクター
タワッキー
- 公式キャラクター。大きい目玉が特徴である。しかし「テレビ父さん」の方が人気となってしまったため、目にする機会は少ない。さっぽろテレビ塔公式ウェブサイトにあるテレビ父さんオフィシャルサイトでは、「テレビ父さんの影に完全に埋もれていた悲劇の公式キャラクター」と紹介されている。また同サイトのゲームに「タワッキーたたき」がある。

テレビ父さん
- 非公式キャラクター。タワッキー登場から2カ月後に登場し、現在ではさっぽろテレビ塔の公式ウェブサイト内に「テレビ父さん家」という特設オフィシャルウェブサイトが設けられているほか、3階には「テレビ父さんのほほんパーク」が設けられ、さらにパンフレットや展望台入場券にもイラストが起用されており、非公式ながらほぼ公式キャラクターと同様の扱いとなっている。

## 札幌大通中継局
名称は「札幌大通超短波中継放送局」で、南西側に八木・宇田アンテナを2本横向きにして並んで設置している。
| 周波数 （MHz） | 放送局名                     | 空中線 電力 | ERP    | 放送対象地域 | 放送区域 内世帯数 | 偏波面   |
| -------------- | ---------------------------- | ----------- | ------ | ------------ | ----------------- | -------- |
| 77.2           | FM NORTH WAVE （NORTH WAVE） | 15 W        | 18.5 W | 北海道       | 不明              | 水平偏波 |
| 79.2           | エフエム北海道 （AIR-G'）    | 15 W        | 18.5 W | 北海道       | 不明              | 水平偏波 |

- 放送エリアは札幌市の一部で、大方は手稲山にある札幌送信所でカバーしている。

## 他のタワーとの比較
| 名称             | 所在地             | 竣工年 | 高さ (m) |
| ---------------- | ------------------ | ------ | -------- |
| 名古屋テレビ塔   | 愛知県名古屋市中区 | 1954年 | 180      |
| さっぽろテレビ塔 | 北海道札幌市中央区 | 1957年 | 147.2    |
| 東京タワー       | 東京都港区         | 1958年 | 333      |
| JRタワー（参考） | 北海道札幌市中央区 | 2003年 | 173      |
| 東京スカイツリー | 東京都墨田区       | 2012年 | 634      |

## 幻の改築構想
- 2006年11月、テレビ塔開業50周年を機に北海道観光事業が新タワーの研究会立ち上げを表明[14]。3階建ての低層部の老朽化に伴い鉄骨部を存置した状態で改築した場合テレビ塔部門で得られていた会社の総収益の3分の2が失われるリスクがあり、また札幌市内への200m級の超高層ビルの建設により眺望が悪化することを勘案して改築を検討することとなった[24]。スーパーゼネコン社員や都市計画専門家・金融機関関係者などの外部専門家を交えて検討し、JRタワーに奪われた道内最高層建築物の座を奪還し札幌のランドマークの地位を不動としつつ手稲山に位置するテレビ送信所機能の再移転も目指すとして当初高さ500メートル程度への建て替えを視野とした[14]。
- その後具体案として全高650メートルで地上50階（約250メートル）までのビルの上にタワーを配し500メートル地点に展望台を設け延床面積19.78万平米で公共施設・商業・オフィス・ホテルなどの機能と地上デジタルテレビ波やデジタルサービスの発信と都市災害監視基地を備え特別目的会社による運営で総事業費750億円・来場者年平均200万人の計画とした[25]。また2008年末の時点では総工費1000億円で2009年内に基本計画を札幌市に提出し資金調達に2-3年・解体に2年・建設に2年を費やし最短で10年後の完成を目論んでいた[24]。
- しかし、2009年に判明した相次ぐ着服問題で組織立て直しが迫られていることや旅行部門の売上減少により資金調達の目処が立たないこと、新タワー構想を提唱した鈴木俊雄社長が2007年に退任していたこともあり新タワー計画の中止を決定、計画検討に関係し同年6月までに約4千万円の経費が費やされた[19]。

## さっぽろテレビ塔を舞台にした作品
- 『万年太郎と姉御社員』 - 1961年 ニュー東映
パーティルームそして屋上から札幌の市街地を一望。
- 『ゴジラvsキングギドラ』 - 市街地に出現したゴジラが体当たりで突き崩してしまう。
- 『ゴジラvsスペースゴジラ』 - すぐ近くをスペースゴジラが通過する。
- 『ガメラ2 レギオン襲来』 - 付近に自衛隊が指揮所を設けた。撮影にも協力している。
- 『最終兵器彼女』 - 札幌空襲においてミサイルの直撃を受けて大破する。